# Per David Pontin
Per David Pontin, född 20 april 1761 i Kristdala församling, Kalmar län, död 25 april 1825 i Torpa församling, Östergötlands län, var en svensk präst.

## Biografi
Per David Pontin föddes 1761 i Kristdala församling. Han var son till kyrkoherden Magnus Constans Pontin och Maria Magdalena Meurling. Pontin blev 1779 student vid Uppsala universitet och 1782 vid Greifswalds universitet. Han avlade filosofie magisterexamen där 1782 och prästvigdes 4 november 1787. Pontin blev 8 juli 1790 hovpredikant hos hertig Karl av Södermanland och avlade 1792 pastoralexamen. Den 9 oktober 1797 blev han kyrkoherde i Torpa församling, tillträde 1799 och utnämndes 1804 till prost. Pontin avled 1825 i Torpa församling.

## Familj
Pontin gifte sig 19 september 1799 med Katarina Charlotta Widenhielm (1780–1868). Hon var dotter till översten Lars Ernst Weidenhielm och Brita Maria Schröder. De fick tillsammans barnen protokollssekreteraren Lars Constans Pontin (1800–1891), Maria Charlotta Pontin (1802–1889) som var gift med kaptenen Claes Edvard Kuylenstjerna vid Södermanlands regemente, kaptenen David Vilhelm Pontin (1803–1859), Hedda Ulrika Pontin (född 1805) som var gift med kyrkoherden Karl Magnus Hederström i Dagsbergs församling, majoren Magnus Adolf Pontin (1806–1887) vid Första livgrenadierregemente, apotekaren Per August Pontin (1807–1841) i Malmköping och Matilda Karolina Pontin (1810–1877).